# Deutsche Dreiband-Meisterschaft 1947

Veranstaltungsort: Solingen

Die Deutsche Dreiband-Meisterschaft 1947 (DDM) war die 15. Ausgabe dieser Turnierserie und fand vom 7. bis 11. Mai 1947 in Solingen, Nordrhein-Westfalen statt.

## Geschichte
Es war die erste Meisterschaft nach dem Zweiten Weltkrieg, die von dem 1945 gegründeten Deutschen Billard Bund (DBB) ausgerichtet wurde. Nach dem Krieg waren die meisten Spieler entweder gefallen, in Kriegsgefangenschaft oder sie hatten mit dem Erwerb des täglichen Brotes zu tun, sodass in den ersten Friedensjahren nicht vorrangig an den Sport gedacht wurde. Zudem waren auch viele Spielstätten und Tische zerstört, die noch vorhandenen wurden zu Heizmaterial „verarbeitet“.
Als erste schafften es die Hamburger 1946, ein erstes Turnier (Hamburger Meisterschaft von 1946) auf die Beine zu stellen. Da der DABV nicht mehr existent war und Vereinsgründungen von den Alliierten noch verboten waren, gründete man einen „Arbeitsausschuss“ als Ausrichter und Träger der Turniere. Um auch die bekannten Spitzenspieler August Tiedtke, Gerd Thielens, Siegfried Spielmann und Andere aus den unterschiedlichen alliierten Zonen nach Hamburg zu holen, wurden diese kurzerhand als Mitglieder dieser Arbeitsausschüsse deklariert. 1947 wurde das Vereinsverbot durch die Alliierten wieder aufgehoben, jedoch auf die jeweilige Zone beschränkt.
Auch August Tiedtke war zum Dienst an der Waffe herangezogen worden, hatte dies aber unverletzt überstanden, fand schnell wieder zu seiner altbekannten Leistung und wurde zum ersten „Nachkriegs Dreiband-Meister“. Zum ersten Mal nahm auch sein jüngerer Bruder Gert an der Meisterschaft teil und wurde auf Anhieb Dritter, obwohl seine Disziplin eher der Kunststoß war. Auch der Düsseldorfer Siegfried Spielmann nahm zum ersten Mal teil. Durch August Tiedtkes Überlegenheit sollte es beiden aber erst 1967 (Spielmann) bzw. 1978 (G. Tiedtke) gelingen, den Titel zu erringen.
Erwartungsgemäß sicherte sich August Tiedge, mit nur einem Remis gegen Ernst Halbach, erneut zwei der drei Turnierbestleistungen, nämlich die des besten Generaldurchschnitt (GD) und des besten Einzeldurchschnitt (BED) von 1,136. Es war der erst dritte BED über 1,000 in der Turniergeschichte. An seinen eigenen Turnierrekord von 1,315 aus dem Jahre 1941 kam er jedoch nicht heran. Die Bestleistung in der Höchstserie (HS) mit 8 Punkten ging an Ernst Halbach, ebenso wie der Titel des Vizemeisters, und an Walter Feller.

## Modus
Es spielte „Jeder gegen Jeden“ (Round Robin) auf 50 Punkte mit Nachstoß.

## Abschlusstabelle
| MP    | Match Points (Sieger = 2; Unentschieden = 1; Verlierer = 0) |
| Pkte. | Erzielte Karambolagen                                       |
| Aufn. | Benötigte Versuche                                          |
| GD    | Generaldurchschnitt                                         |
| BED   | Bester Einzeldurchschnitt eines Spielers                    |
| HS    | Höchstserie                                                 |
|       | Bester GD des Turniers                                      |
|       | Bester ED des Turniers                                      |
|       | Beste HS des Turniers                                       |
|       | 1. Platz (Gold)                                             |
|       | 2. Platz (Silber)                                           |
|       | 3. Platz (Bronze)                                           |

| 1                          | August Tiedtke (Düsseldorf)     | 15:1 | 400 | 577 | 0,693 | 1,136 | 7 |
| 2                          | Ernst Halbach (W.-Barmen)       | 13:3 | 394 | 691 | 0,570 | 0,769 | 8 |
| 3                          | Gert Tiedtke (Duisburg)         | 11:5 | 394 | 801 | 0,491 | 0,625 | 5 |
| 4                          | Walter Feller (Remscheid)       | 9:7  | 369 | 739 | 0,499 | 0,581 | 8 |
| 5                          | Siegfried Spielmann (Immigrath) | 8:8  | 360 | 730 | 0,493 | 0,574 | 5 |
| 6                          | Kurt Hartkopf (Solingen)        | 8:8  | 376 | 767 | 0,490 | 0,537 | 6 |
| 7                          | Fritz Rautenbach (W.-Elberfeld) | 4:12 | 316 | 681 | 0,464 | 0,500 | 5 |
| 8                          | Fritz Hahn (Radolfzell)         | 4:12 | 301 | 734 | 0,410 | 0,769 | 5 |
| 9                          | Josef Spielmann (Köln)          | 0:16 | 304 | 740 | 0,410 | –     | 6 |
| Turnierdurchschnitt: 0,497 |                                 |      |     |     |       |       |   |